# Шахзадпур (подокруг)
Шахзадпу́р (бенг. শাহজাদপুর, англ. Shahjadpur) — подокруг на севере Бангладеш. Входит в состав округа Сираджгандж. Образован в 1845 году. Административный центр — город Шахзадпур. Площадь подокруга — 324,47 км². По данным переписи 1991 года численность населения подокруга составляла 420 452 человека. Плотность населения равнялась 1296 чел. на 1 км². Уровень грамотности населения составлял 24,8 %. Религиозный состав: мусульмане — 94,47 %, индуисты — 5,38 %, прочие — 0,15 %.